# Yandusaurus
Yandusaurus ("ještěr Solného hlavního města") byl rod bazálního ornitopodního dinosaura, žijícího v období střední až svrchní jury (stupeň bath až oxford, asi před 169 až 156 miliony let) na území dnešní Číny (provincie S’-čchuan, geologické souvrství Ša-si-miao).

## Popis
Holotyp tohoto dinosaura nese označení GCC V20501, jedná se o částečně zachovanou postkraniální kostru a lebku. Zkameněliny tohoto býložravého ptakopánvého dinosaura byly objeveny v blízkosti prefekturního města C'-kung (Zigong) v roce 1973. K objevu došlo náhodně při stavbě u jedné z místních přehrad. Yandusaurus měřil na délku asi 3,8 metru a vážil kolem 140 kilogramů. Mláďata tohoto dinosaura však dosahovala délky pouze kolem 1,5 metru. Jediný dnes známý druh Y. hongheensis formálně popsal čínský paleontolog He Xinlu v roce 1979.
Blízce příbuzným taxonem byl severoamerický rod Enigmacursor, formálně popsaný v roce 2025.